# Provincia Moyen-Ogooué
Provincia Moyen-Ogooué este una dintre cele 9 unități administrativ-teritoriale de gradul I ale statului Gabon.